# 秋田社会保険事務局
秋田社会保険事務局（あきたしゃかいほけんじむきょく）は、秋田県秋田市にあった社会保険庁の地方支分部局で、秋田県を管轄していた。

## 管内社会保険事務所等
- 秋田社会保険事務局秋田社会保険事務室（秋田社会保険事務所）
- 鷹巣社会保険事務所
- 大曲社会保険事務所
- 本荘社会保険事務所（秋田社会保険事務局本荘事務所）